# 言志四録
『言志四録』（げんししろく）は、佐藤一斎が後半生の四十余年にわたって書いた語録。「指導者のためのバイブル」と呼ばれ、現代まで長く読み継がれている。

## 概要
『言志録』、『言志後録』、『言志晩録』、『言志耋（てつ）録』の4書の総称である。総1133条。
1. 言志録：全246条[1]。佐藤一斎42歳（1813年）から53歳（1824年）までに執筆されたもの[1]。
2. 言志後録：全255条[1]。佐藤一斎57歳（1828年）から67歳（1838年）までに執筆されたもの[1]。
3. 言志晩録：全292条[1]。佐藤一斎67歳（1838年）から78歳（1849年）までに執筆されたもの[1]。
4. 言志耋（てつ）録：全340条[1]。佐藤一斎80歳（1851年）から82歳（1853年）までに執筆されたもの[1]。

四書五経や易経から引用された文章が多く、処世学としても精神修養の書としても高く評価された。

### 三学戒
『言志晩録』第60条
少くして学べば、則ち壮にして為すことあり
壮にして学べば、則ち老いて衰えず
老いて学べば、則ち死して朽ちず